# ときありえ
とき ありえ（1951年1月2日 - 2013年8月9日）は、日本の児童文学作家、翻訳家。

## 略歴
東京都生まれ。上智大学独文科卒。結婚を機に渡仏、パリ第3大学で学ぶ。
1989年「のぞみとぞぞみちゃん」で日本児童文学者協会新人賞受賞。
音楽劇の脚本も手がけ） 2013年には文化庁の派遣研修員としてフランスに滞在し、カン市の劇場で研修を行う。イギリス・フランスの絵本の翻訳も数多い。
2013年8月9日、肺癌のため死去。

## 著書
- 『小さいかみさまプッチ』（市川里美絵、偕成社） 1986
- 『のぞみとぞぞみちゃん』（橋本淳子絵、理論社） 1988
- 『そよかぜ野菜村』（川上越子絵、偕成社） 1990
- 『クラスメイト』（浜田洋子絵、文渓堂） 1993
- 『リコとふしぎな豆の木』（佐竹美保絵、岩崎書店、童話のパレット） 1997
- 『海の銀河 幻想海洋小学校発』（講談社、文学の扉） 2003
- 『花ぬのむすめ』（脚本、尾崎曜子絵、童心社、ともだちだいすき） 2003
- 『ココの森のおはなし』（高山ケンタ絵、パロル舎） 2004
- 『ココの森と夜のおはなし』（高山ケンタ絵、パロル舎） 2005
- 『ココの森と夢のおはなし』（高山ケンタ絵、パロル舎） 2008
- 『リンデ』（高畠純絵、講談社、文学の扉） 2011
- 『ネコをひろったリーナとひろわなかったわたし』（講談社、文学の扉） 2013

### 共編著
- 『世界のむかし話 一～三年生』（編著、偕成社、学年別/新おはなし文庫） 2001
- 『プリンセスコレクション ディズニーおはなしだいすき』（矢部美智代, 森はるな共著、講談社、国際版ディズニー名作コレクション 別冊） 2003

## 翻訳
- 『なかよしはどこ? くまちゃんがいっぱい』（リリャーナ・ライランズ、文化出版局） 1989
- 『わんぱく四人姉妹物語 1 夏休みは大さわぎ』（ヒラリー・マッカイ作 ノーマン・ヤング絵、評論社、児童図書館・文学の部屋 ） 1995
- 『ふたりぼっち』（モニック・ポンティ、評論社、児童図書館・絵本の部屋） 1995
- 「ドリーム・メイカー・ストーリー」（リサ・W・ギルバート文、フラヴィア・ウィードゥン絵、評論社の児童図書館・絵本の部屋） 1996
  1. 『ぞうの王子 北欧の昔話より』
  2. 『スノー・ベアー フラヴィアのお話』
  3. 『月の娘 日本の民話より』
  4. 『ドリーム・メイカー アラブの伝承より』
- 『とってもコブタなナニーとノノ』（ベアトリス・ルエ、偕成社） 1998
- 『ミッキーマウスの大冒険』（講談社） 1998
- 『ぼくがすきで、ママがきらいなのは…』（ブラミ文、ネウァニック絵、文化出版局） 1999
- 『はじまりもなくおわりもなく』（フィリップ・デュマ、講談社） 2000
- 『かいぞく』（アンヌーソフィー・ボーマン、文化出版局、キッズたんていシリーズ） 2002
- 『きょうりゅう』（クローディヌ・ロラン、文化出版局、キッズたんていシリーズ） 2002
- 『ごかん』（アデル・シブル、文化出版局、キッズたんていシリーズ） 2002
- 『ひるとよる』（ヴァレリー・ギドゥー、文化出版局、キッズたんていシリーズ） 2002
- 『スガンさんのヤギ』（アルフォンス・ドーデ原作、エリック・バテュー絵、西村書店） 2006
- 『ながーいおはなのブタくん』（キース・フォークナー文、ジョナサン・ランバート絵、文化出版局） 2006
- 『ひつじのラッセル』（ロブ・スコットン、文化出版局） 2006
- 『ゆきのしたのなまえ』（クロード・マルタンゲ文、フィリップ・デュマ絵、講談社） 2006
- 『黒グルミのからのなかに』（ミュリエル・マンゴー文、カルメン・セゴヴィア絵、西村書店） 2007
- 『ラッセルとクリスマスのまほう』（ロブ・スコットン、文化出版局） 2007
- 『テレビがなかったころ』（イワン・ポモー文・絵、西村書店） 2008
- 『オルガ ストロングボーイTシャツのはなし』（イリヤ・グリーン、講談社） 2009
- 『すすめ! 皇帝ペンギン』（ジャン-リュック・クードレイ文、フィリップ・クードレイ絵、理論社） 2009
- 『ソフィー ちいさなレタスのはなし』（イリヤ・グリーン、講談社） 2009
- 『ベベ・コアラのいろをさがそう!』（ナディア・ベルカン文、アレクシ・ネズム絵、監修、文化学園文化出版局） 2009
- 『ベベ・コアラのかぞえてみよう!』（ナディア・ベルカン文、アレクシ・ネズム絵、監修、文化学園文化出版局） 2009
- 『うみべのいちにち』（ナタリー・テュアル作、イリヤ・グリーン絵、講談社） 2010
- 『ピンクがすきってきめないで』（ナタリー・オンス文、イリヤ・グリーン絵、講談社） 2010
- 『ちいさな死神くん』（キティ・クローザー、講談社の翻訳絵本） 2011

### 「くまのプーさん」
- 『くまのプーさん 愛のおくりもの』（ブルース・トーキントン、訳編、講談社） 1996
- 『くまのプーさん クリスマスのおはなし』（ブルース・トーキントン、訳編、講談社） 1998
- 『くまのプーさん おはなしだいすき』（訳編、講談社） 1999
- 『くまのプーさん おはなしいっぱい』（訳編、講談社） 2000
- 『くまのプーさん おはなしプレゼント』（訳編、講談社） 2001

## 参考
- 『文藝年鑑2011』
- セブンネットショッピング